# Френк Джонс Салловей
Френк Джонс Салловей (англ. Frank Jones Sulloway; 11 грудня 1883 — 22 липня 1981) — колишній американський тенісист.
Найвищим досягненням на турнірах Великого шолома був чвертьфінал в одиночному розряді.

## Часова шкала результатів на турнірах Великого шлему
| W | Ф | ПФ | ЧФ | #Р | КТ | К# | DNQ | A | NH |

| Список переможців турнірів Великого шлема серед чоловіків в одиночному розряді |    |    |    |    |    |     |
| Відкритий чемпіонат Австралії з тенісу                                         |    |    |    |    |    |     |
| Вімблдонський турнір                                                           |    |    |    |    |    |     |
| Відкритий чемпіонат США з тенісу                                               | 3р | 3р | ЧФ | 3р | 3р | К1р |